# Sneads Ferry
Sneads Ferry é uma Região censo-designada localizada no estado norte-americano de Carolina do Norte, no Condado de Onslow.

## Demografia
Segundo o censo norte-americano de 2000, a sua população era de 2248 habitantes.

## Geografia
De acordo com o United States Census Bureau tem uma área de 15,1 km², dos quais 9,7 km² cobertos por terra e 5,4 km² cobertos por água.

## Localidades na vizinhança
O diagrama seguinte representa as localidades num raio de 24 km ao redor de Sneads Ferry.